# Сирка (Прахова)
Сирка (рум. Sârca) — село у повіті Прахова в Румунії. Входить до складу комуни Скорцень.
Село розташоване на відстані 75 км на північ від Бухареста, 23 км на північний захід від Плоєшті, 65 км на південь від Брашова.

## Населення
За даними перепису населення 2002 року у селі проживали 449 осіб, усі — румуни. Усі жителі села рідною мовою назвали румунську.